# Teknikens och sjöfartens hus

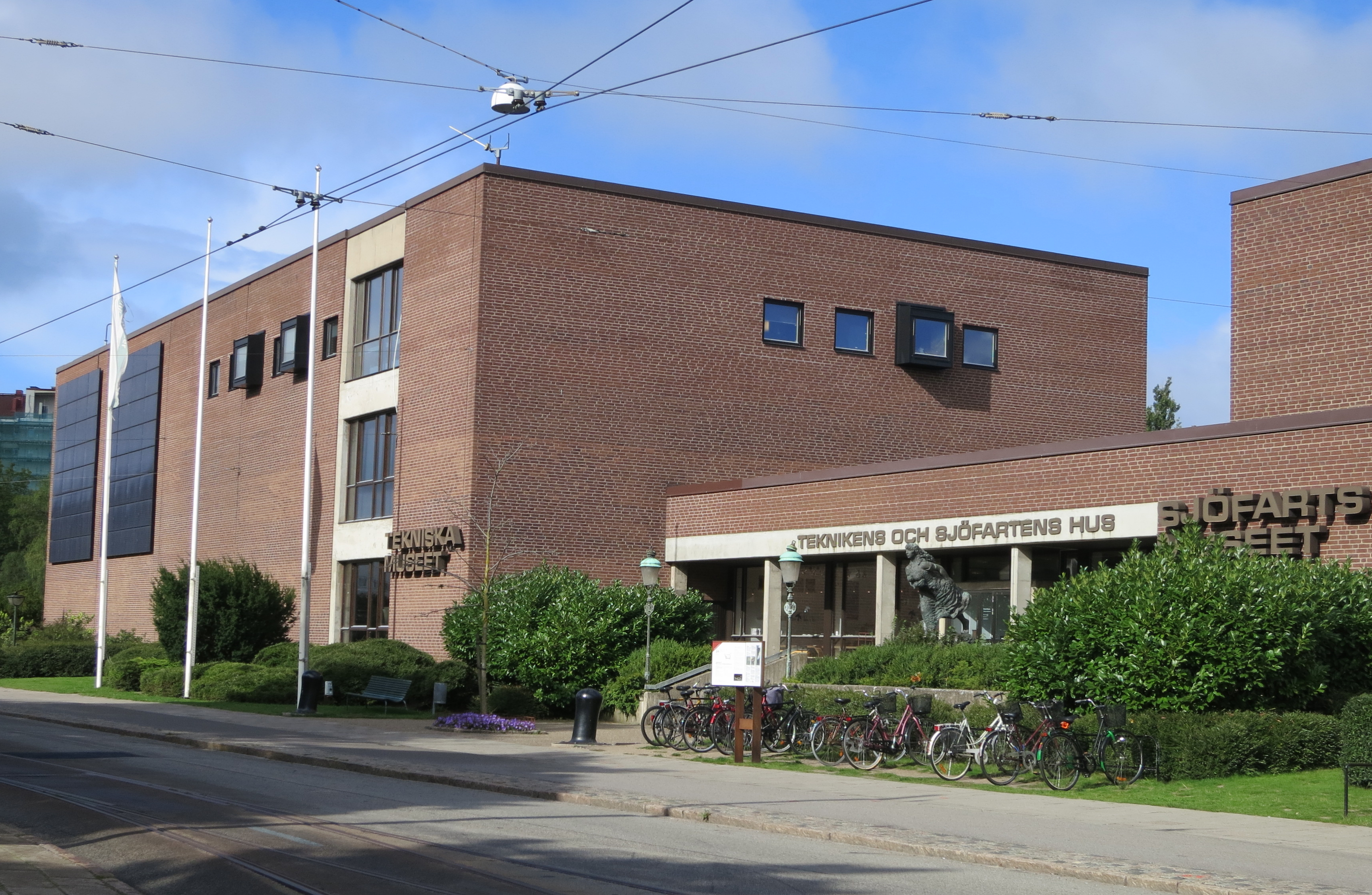
Teknikens och sjöfartens hus.

Teknikens och sjöfartens hus, tidigare Malmö tekniska museum, är ett av de museer som ingår i Malmö Museer.
Museet är beläget snett emot Malmöhus slott och visar bland mycket annat maskiner och motorer av skilda slag. Flygets utveckling är dokumenterad och ett experimentarium står öppet för gamla och unga. I anslutning till museet finns även museispårvägen, som trafikeras sommartid.
På museet finns bland annat ubåten HMS U3 som var i tjänst mellan åren 1943 och 1964. U3 Veteranbesättning utför populära visningar och berättar om livet ombord. Men även en rödmålad Saab 37 Viggen från första divisionen vid nedlagda Skånska flygflottiljen finns utställd vid museet, vilken gjorde sin sista flygning den 11 april 2000.